# Juan José Edelman
Juan José Edelman (Buenos Aires, Argentina; 1925 - Ibídem; 12 de mayo de 1966) fue un notable actor de cine, radio, teatro y televisión argentino.

## Carrera
Siendo su verdadero nombre Juan José González, decidió cambiarlo a Juan José Insúa para poder participar en un programa radial conducido por Rosa Rosen donde se hacía un concurso para buscar nuevos talentos. Luego al alcanzar mayor popularidad en dicho ciclo se lo volvió a cambiar a Juan José González Edelman, y a lo último se sacó el González.
Edelman se distinguió en algunos filmes durante la época de oro del cine argentino siempre con roles de reparto. Tuvo como maestro de actuación y como referente al primer actor Luis Mottura.
En la pantalla grande compartió escenas con primeras figuras de la escena como Tita Merello, Pepe Arias, Ilde Pirovano, Hilda Bernard, Susana Campos, Amalia Sánchez Ariño, Alfredo Alcón y María Vaner, entre otras.
Perteneciente a aquella generación del '50 que agrupó a los intérpretes del ciclo radial, trabajó en Radio Del Estado en Las dos carátulas, el Teatro de la Humanidad. Su primo, Jorge Edelman (sobrino de su madre Perla Edelman) encabezó su propia compañía radioteatral de la cual Juan José fue parte.
Siendo una personalidad exclusiva del teatro porteño, formó parte del Teatro Estudio de la Ciudad de Buenos Aires dirigidos por Alejandro Doria y Osvaldo Blanco. En el elenco también estaban los actores Eva Dongé, María Elena Sagrera, Idelma Carlo, Dora Prince, María Elina Rúas, Duilio Marzio, Jorge Rivera López y Hugo Caprera.
El actor Juan José Edelman falleció siendo aún muy joven el jueves 12 de mayo de 1966 en la ciudad de Buenos Aires. Tenía 41 años.

## Filmografía
- 1955: Mercado de abasto.
- 1956: Historia de una soga.
- 1960: Prisioneros de una noche.
- 1961: Sombras en el cielo.[4]

## Televisión
- 1959: Teatro del sábado, en el ep. El jorobado de Notre Dam.
- 1960:Teleteatro de la tarde, en los episodios El misterio del cuarto amarillo, con Elina Colomer, Ricardo Lavié, Gustavo Cavero, Américo Sanjurjo y Luis Corradi; Y en Cumbres borrascosas, junto con María Aurelia Bisutti, Ignacio Quirós, Gloria Ferrandiz, Antonio Provitilo, José Canosa y Margarita Ferreiro.[5]
- 1960: Obras maestras del terror, junto a Narciso Ibáñez Menta.
- 1960: El fantasma de la ópera.
- 1961: ¿Es usted el asesino?.
- 1962: Mañana puede ser verdad, junto a Gustavo Cavero, Narciso Ibáñez Menta, Nelly Panizza, Luis Sorel.[6]
- 1962: Teleteatro del hogar, en el ep. Ojos para una soledad.
- 1962: El muñeco maldito.

## Teatro
- Así es (si le parece) (1957), con la Compañía de Comedia Nacional, integrada junto a Idelma Carlo, Fernando Labat, María Elina Rúas, Ariel Absalón, Jorge Rivera López, José María Gutiérrez, Milagros de la Vega, Hilda Suárez, Julio de Grazia, entre otros.
- Los expedientes (1957) de Marco Denevi.
- Y te harán un santuario (1960).
- El fantasma de Marsella
- A puerta cerrada
- El enemigo
- El malentendido
- Francisco Bernardone (1964), con Jorge de la Riestra, Luis Medina Castro, Eduardo Muñoz y María Vaner.[7]

## Referentes
1. ↑  http://www.acceder.gov.ar/es/518677
2. ↑  http://w1.lmneuquen.com.ar/05-04-04/n_sociedad5.asp
3. ↑  Blanco Pazos, Roberto (2004). De la Fuga a la Fuga: Diccionario de Films Policiales. Buenos Aires: Corregidor. p. 201.
4. ↑  http://www.cinenacional.com/persona/juan-jose-edelman
5. ↑  http://teleficcionesdeljilguero.blogspot.com.ar/search/label/1960
6. ↑  http://www.nuestrosactores.com.ar/index.php/component/search/Juan Archivado el 5 de marzo de 2016 en Wayback Machine. José%2BEdelman?ordering=&searchphrase=all
7. ↑  http://www.alternativateatral.com/persona75224-juan-jose-edelman

- F. Vega, Hugo (2001). Televisión Argentina: 1951-1975: La Información. Buenos Aires: Ediciones del Jilguero. p. 27.

- Datos: Q17612388